# Vestvollen
Vestvollen (norwegisch für Westwall) ist ein Kliff aus Fels und Eis im ostantarktischen Königin-Maud-Land. Im Mühlig-Hofmann-Gebirge bildet es die Westseite des Ruhnkebergs.
Norwegische Kartographen, die das Kliff auch benannten, kartierten es anhand von Vermessungen und Luftaufnahmen der Dritten Norwegischen Antarktisexpedition (1956–1960).